# عملية الحارس الشجاع
```
بدأت

عملية الحارس الشجاع
 في عام 2007 وكانت جزءًا من 
حرب العراق
.
```

## الخلفية
أنهى فريق القتال الفوجي الثاني وعناصر الفرقة السابعة للجيش العراقي عملية هاريس باسل بعد ثمانية أسابيع من اعتراض وتعطيل طرق العدو والملاذات الآمنة خارج المدن الرئيسية في وادي نهر الفرات في غرب محافظة الأنبار.
شملت العملية، التي أطلق عليها اسم " الحارس الشجاع "، ما يقرب من 4000 من مشاة البحرية والجنود والبحارة الذين غطوا معظم مساحة 30,000 ميل مربع (78,000 كـم2) من منطقة تشغيل RCT-2.
قال المقدم مايكل مانينغ، ضابط العمليات في فرقة العمليات الخاصة الثانية : " اكتشفنا أكثر من 250 مخبأً للأسلحة، واعتقلنا أكثر من 250 مشتبهًا بهم، واكتشفنا أكثر من 100 عبوة ناسفة بدائية الصنع ". وأضاف : " لقد فاجأناهم بوضوح، ويشهد على ذلك عدد المخابئ والمعتقلين، والأهم من ذلك، أننا أوضحنا للعدو أنه لا يستطيع الاختباء منا ".
كانت هذه أول عملية واسعة النطاق لفريق العمليات الخاص الثاني هذا العام، حيث دعم عملية " فرهد القانون " التابعة للقوة المتعددة الجنسيات في العراق، واستخدم كتائب الدعم السريع المرسلة إلى محافظة الأنبار. تمتد منطقة عمليات فريق العمليات الخاص الثاني من مدينة القائم الحدودية السورية إلى مدينة هيت الواقعة شمال غرب الرمادي.

## الوحدات

### وحدات الولايات المتحدة
- فريق القتال الفوجي 2

### الوحدات العراقية
- الفرقة السابعة

## روابط خارجية
- بيان صحفي صادر عن هيئة الأركان العامة بتاريخ 15 أبريل 2007؛ رقم القصة: 2007415756